# Pelophryne albotaeniata
Pelophryne albotaeniata är en groddjursart som beskrevs av Barbour 1938. Pelophryne albotaeniata ingår i släktet Pelophryne och familjen paddor. IUCN kategoriserar arten globalt som starkt hotad. Inga underarter finns listade i Catalogue of Life.